# ルカ・ムハイジェ
ルカ・ムハイジェ（グルジア語: ლუკა მხეიძე、Luka Mkheidze、1996年1月5日- ）は、フランスの柔道選手。ジョージア・トビリシ出身。階級は60kg級。

## 経歴
2018年のヨーロッパオープン・マドリード60㎏級で優勝すると、グランプリ・カンクンでは2位になった。2020年のグランドスラム・ブダペストでは3位だった。2021年のヨーロッパ選手権では2位になった。7月に日本武道館で開催された東京オリンピックでは準決勝でチャイニーズタイペイの楊勇緯に敗れるも、3位決定戦で韓国のキム・ウォンジンを破って3位になった。2023年にはグランドスラム・テルアビブとグランドスラム・アンタルヤで優勝した。地元で開催されたヨーロッパ選手権でも優勝した。2024年にはグランドスラム・パリでも優勝した。地元で開催されたパリオリンピックでは決勝まで進むも、カザフスタンのエルドス・スメトフに技ありで敗れて銀メダルに終わった。
IJF世界ランキングは3032ポイント獲得で20位(25/3/17現在)。

## 主な戦績
- 2018年 - ヨーロッパオープン・マドリード　優勝
- 2018年 - グランプリ・カンクン　2位
- 2020年 - グランドスラム・ブダペスト　3位
- 2021年 - グランドスラム・タシケント　3位
- 2021年 - ヨーロッパ選手権　2位
- 2021年 -　東京オリンピック　3位
- 2022年 -　グランドスラム・パリ 3位
- 2023年 -　グランプリ・アルマダ　3位
- 2023年 -　グランドスラム・テルアビブ　優勝
- 2023年 -　グランドスラム・アンタルヤ 優勝
- 2023年 -　グランプリ・ドゥシャンベ　3位
- 2023年 - ヨーロッパ選手権 優勝
- 2024年 -　グランドスラム・パリ　優勝
- 2024年 -　グランドスラム・バクー　2位
- 2024年 -　グランドスラム・アンタルヤ　2位
- 2024年 - パリオリンピック　2位
- 2025年 -　グランドスラム・トビリシ　優勝
- 2025年 - ヨーロッパ選手権　3位

(出典)